# Handtuchhaus

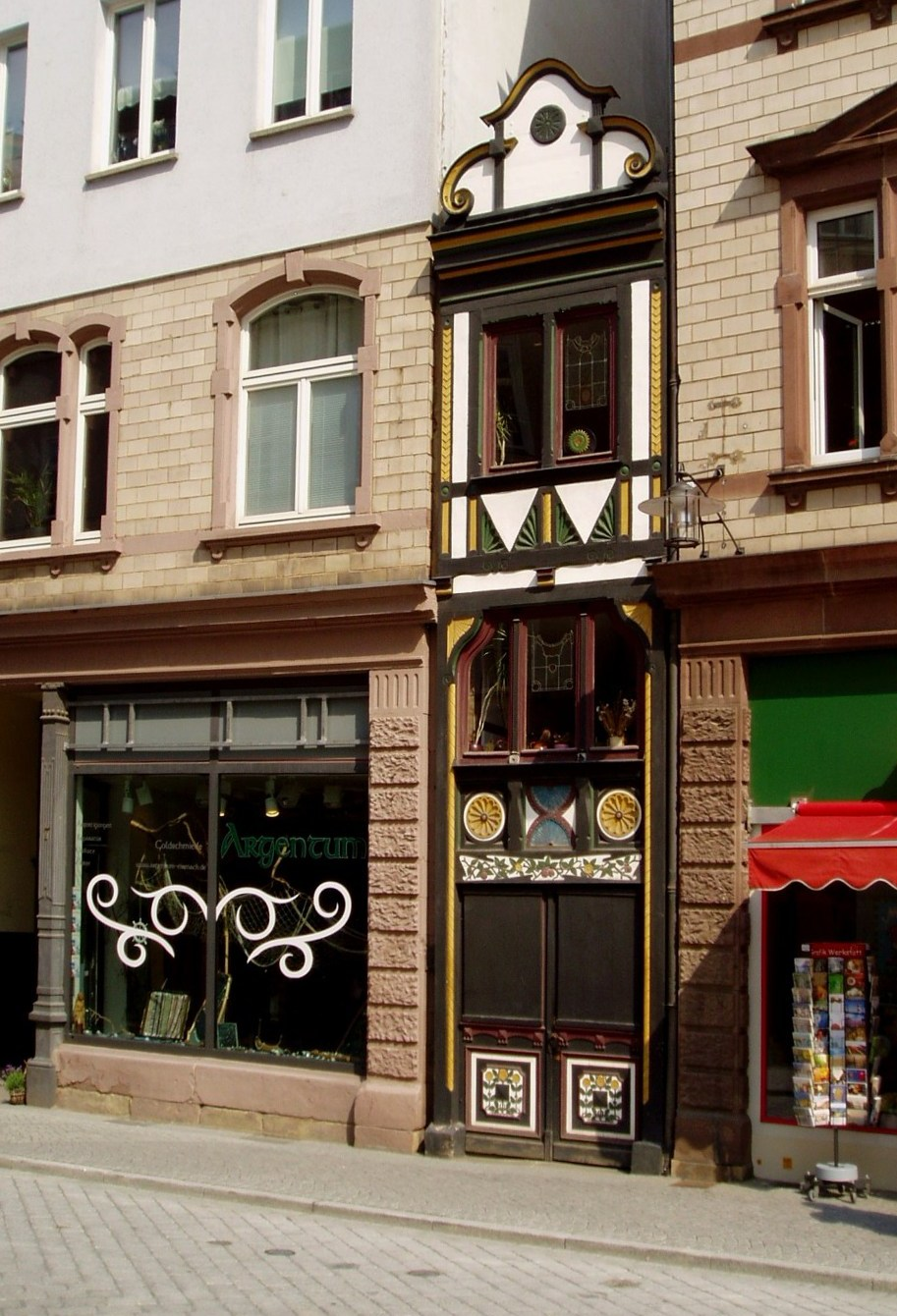
Handtuchhaus in Eisenach

Als Handtuchhaus wird ein Gebäude bezeichnet, welches einen schmalen, länglichen Grundriss und eine im Verhältnis dazu große Höhe aufweist. Die Bezeichnung rührt daher, dass ein solches Haus den Betrachter an ein Handtuch erinnert. Die Bauweise dieser Häuser ist zumeist historischen Grundstücksgrenzen geschuldet. Handtuchhäuser werden jedoch auch im modernen Städtebau eingesetzt, um vorhandene Bauflächen zu nutzen.

## Beispiele
- Bamberg: Im Zentrum der historischen Altstadt Bambergs befindet sich ein Schusterhaus genanntes, denkmalgeschütztes Handtuchhaus, dessen Bau in die erste Hälfte des 18. Jahrhunderts datiert wird.
- Bautzen: Auf dem Bautzener Hauptmarkt befindet sich ein unter Denkmalschutz stehendes, um 1480 erbautes Handtuchhaus. Es gilt als schmalstes Haus der Stadt.[4] Das Gebäude beherbergt eine Pension und ein Café mit dem Namen Zum Handtuch. Weitere denkmalgeschützte Handtuchhäuser in Bautzen befinden sich in der Straße Unterm Schloß (erbaut um 1520) und in der Reichenstraße (erbaut um 1720).
- Berlin: In Berlin befindet sich ein Handtuchhaus am Adenauerplatz in Charlottenburg. Es gilt als schmalstes Bürogebäude der Stadt. Das Haus steht auf einem Grundstück von 2,50 Meter Breite und wurde zwischen 1992 und 1994 durch den Architekten Helmut Jahn errichtet.[3]
- Bönnigheim: Neben dem ehemaligen Pfründhaus an der Cyriakuskirche befindet sich ein 1783 erstmals erwähntes Handtuchhaus. Aufgrund der maroden Substanz des Gebäudes wurde im Jahr 2016 bekanntgegeben, dass das Haus im Zuge der Innenstadtsanierung abgerissen werden wird.[5]
- Eisenach: Das Handtuch in Eisenach ist ein Fachwerkhaus am Johannisplatz und ist eines der schmalsten bewohnten Häuser in Deutschland. Die Bauzeit wird etwa auf das Jahr 1790 datiert.[6]
- Freiburg im Breisgau: In der Kaiser-Joseph-Straße in der historischen Altstadt Freiburgs befindet sich ein nach mittelalterlichen Grundrissen originalgetreu wiederaufgebautes Handtuchhaus.[7]
- Köln: Am Thürmchenswall in der Kölner Altstadt Nord befindet sich ein Haus Fox genanntes Handtuchhaus.[2]
- Löbau: In der Löbauer Altstadt befindet sich ein Handtuchhaus in der Inneren Zittauer Straße. Die Bauzeit wird in das 18. Jahrhundert datiert.[8]
- Osnabrück: In der Osnabrücker Altstadt befindet sich in einer der ältesten Straßen der Stadt, der Hasestraße 46, ein dreigeschossiges Handtuchhaus mit einer Breite von etwa vier Metern. Es ist namensgebend für die sich im Erdgeschoss befindliche Kneipe Schmales Handtuch.[9]
- Weimar: Am Frauenplan befindet sich in einem schmalen Gebäude die Gaststätte Zum Goethebrunnen; im Volksmund bekannt als „das schmale Handtuch“.[10]

### Galerie

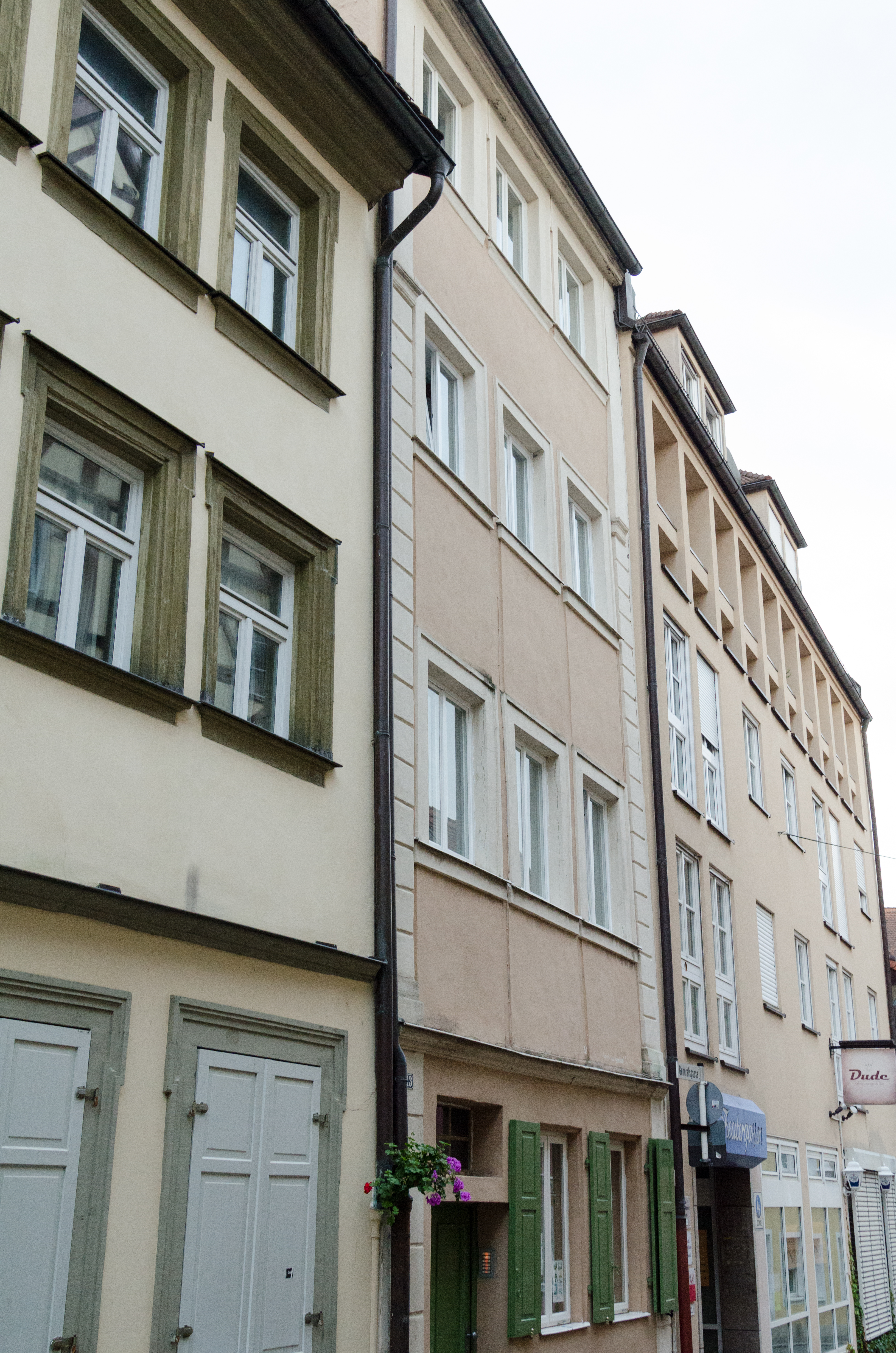
Bamberg
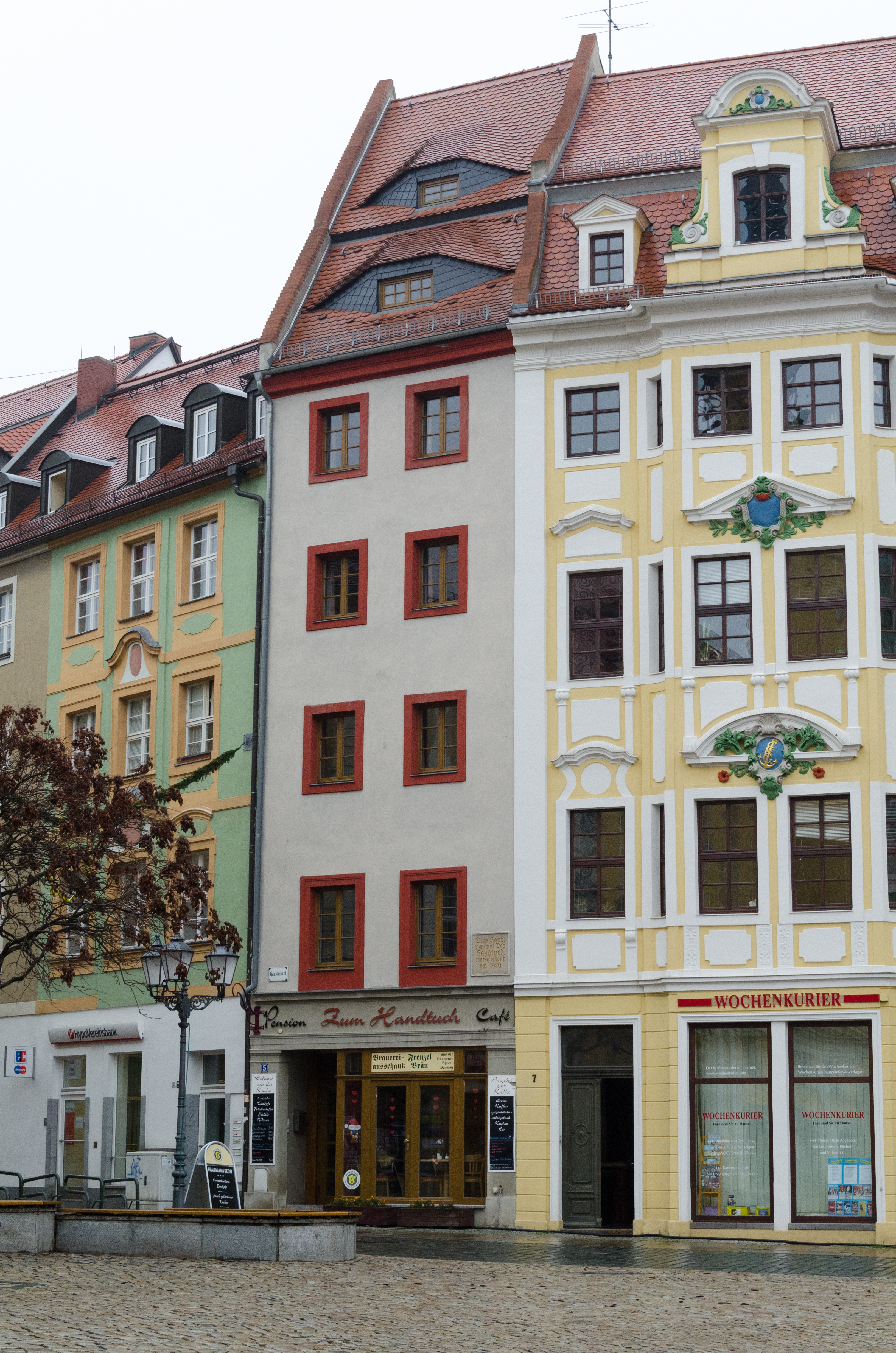
Bautzen
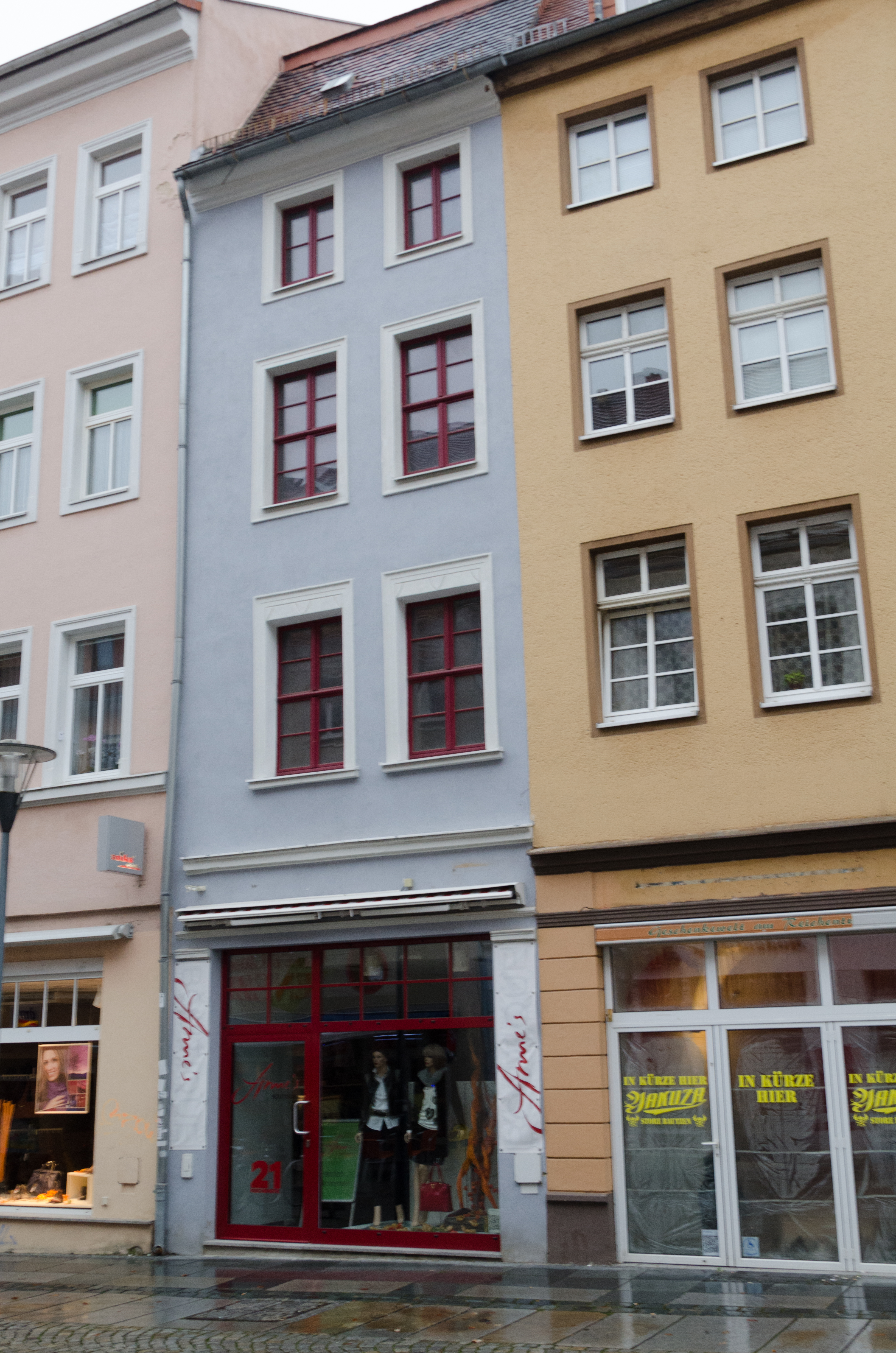
Bautzen
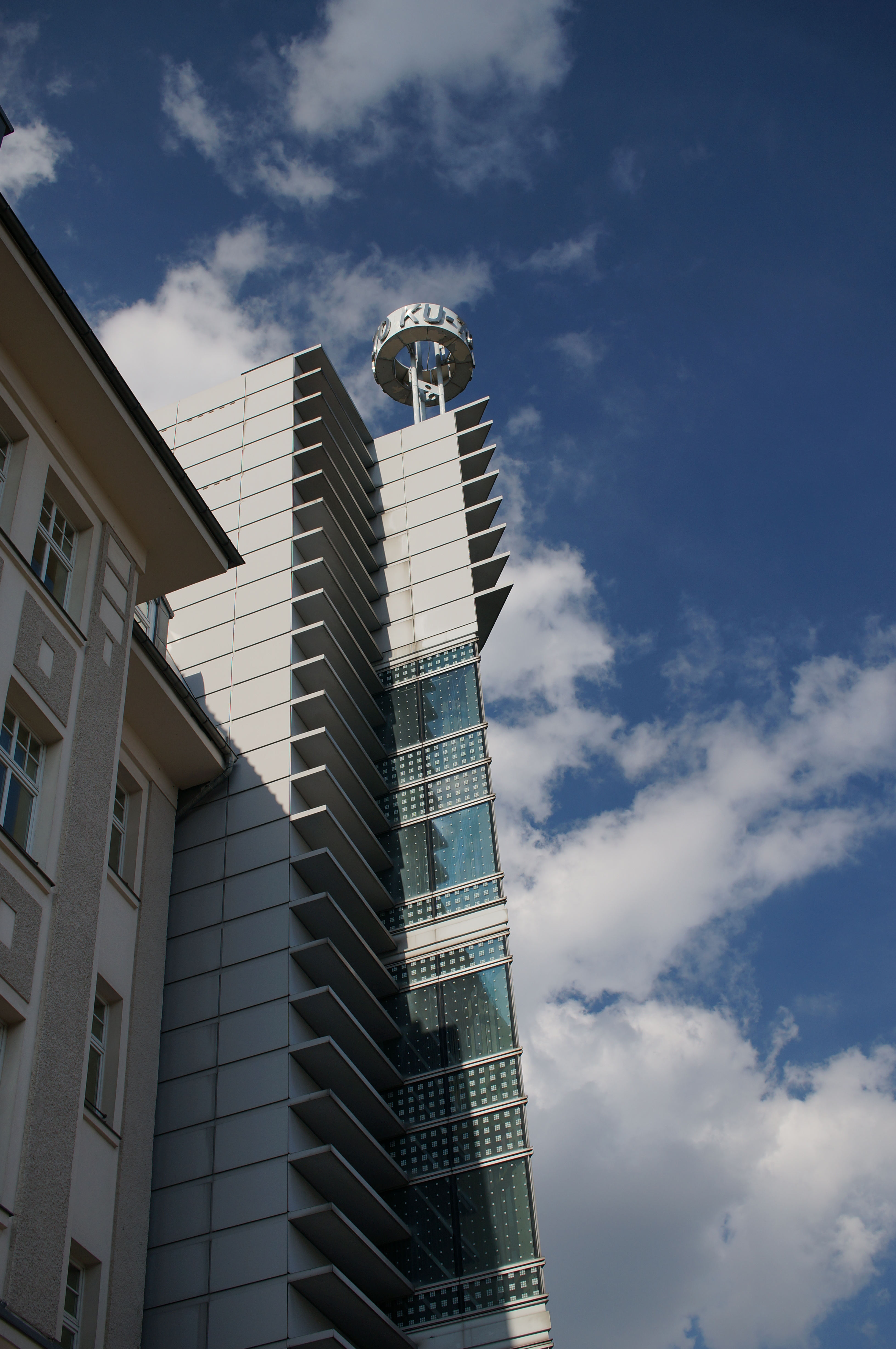
Berlin-Charlottenburg
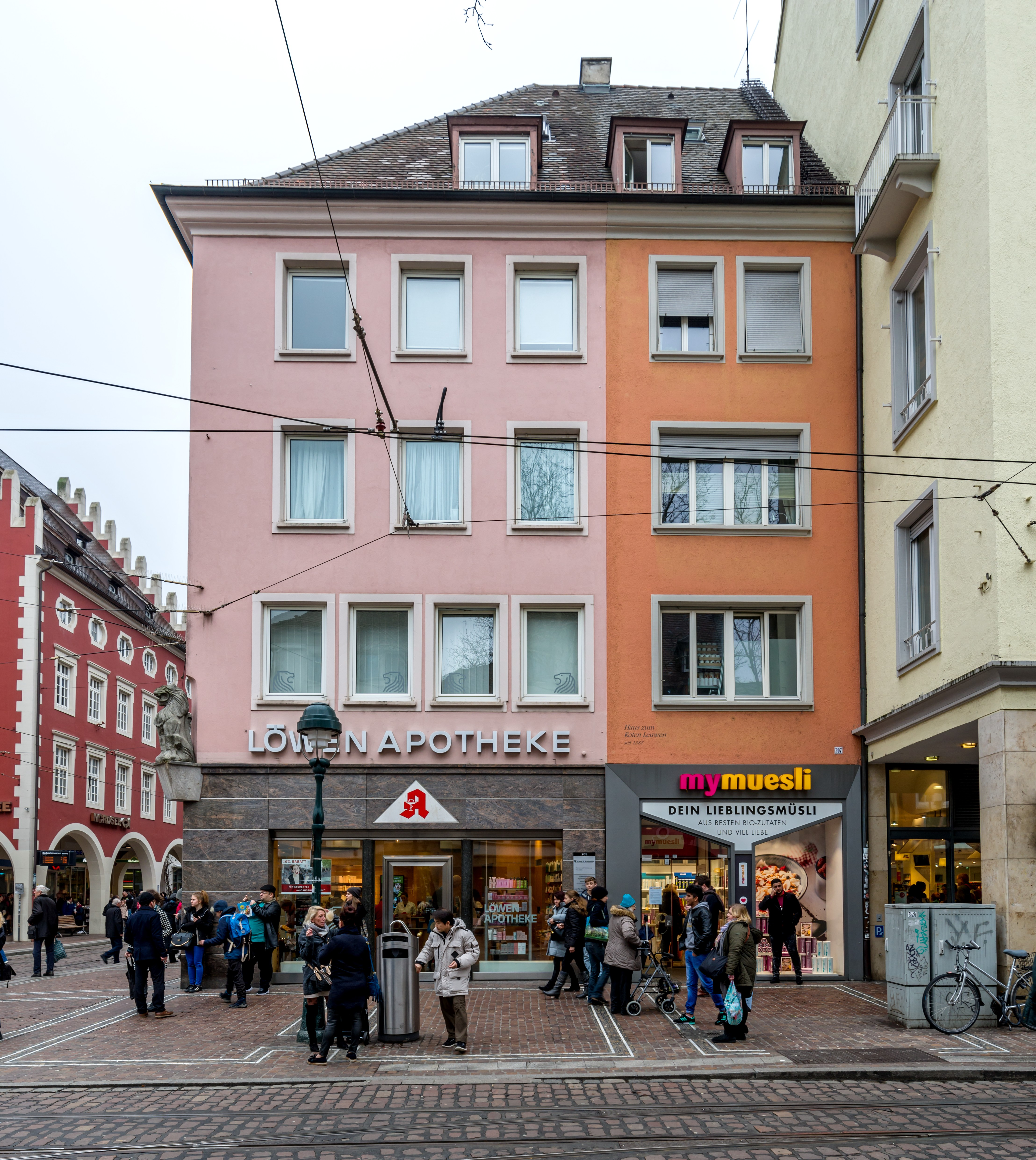
Freiburg im Breisgau
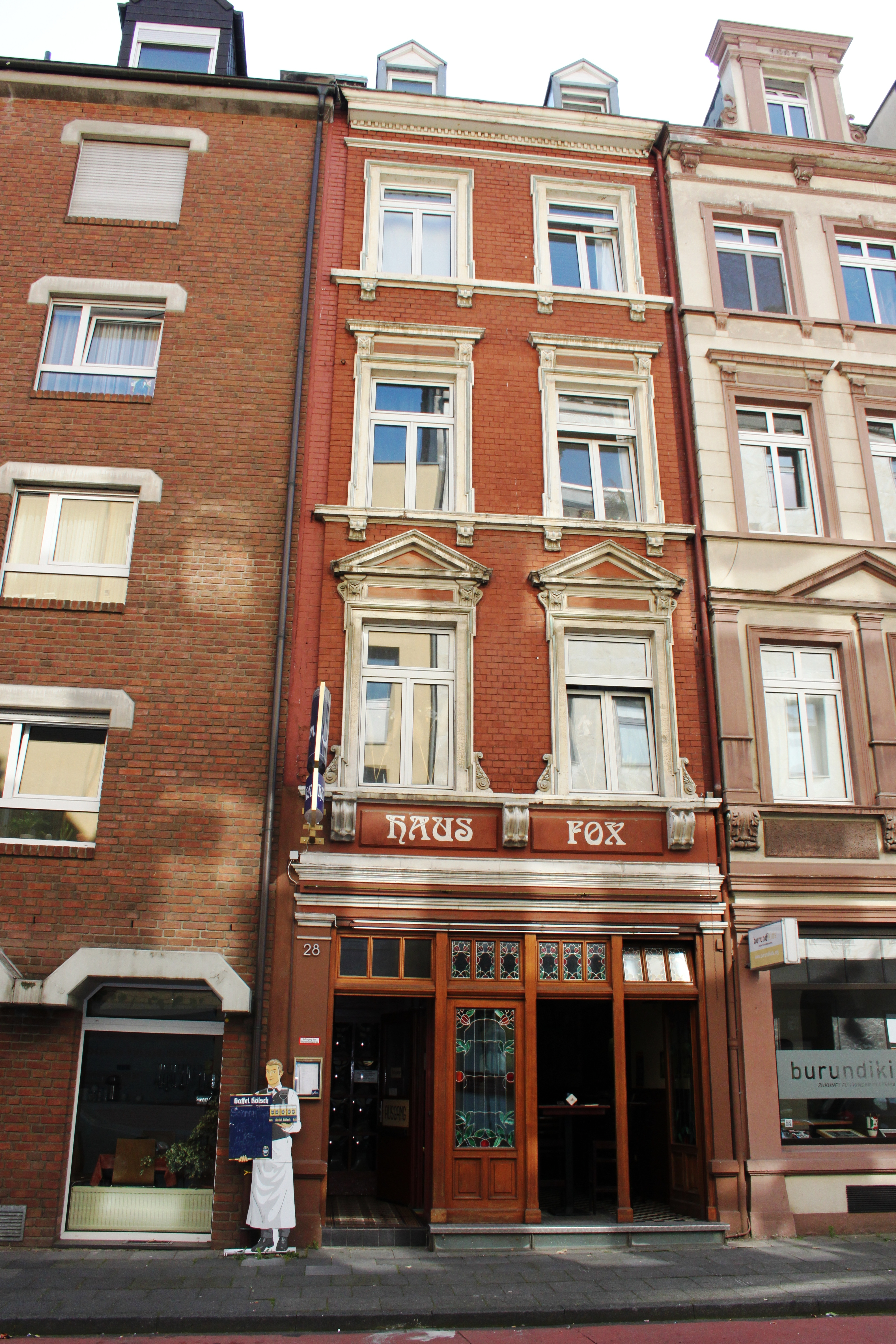
Köln
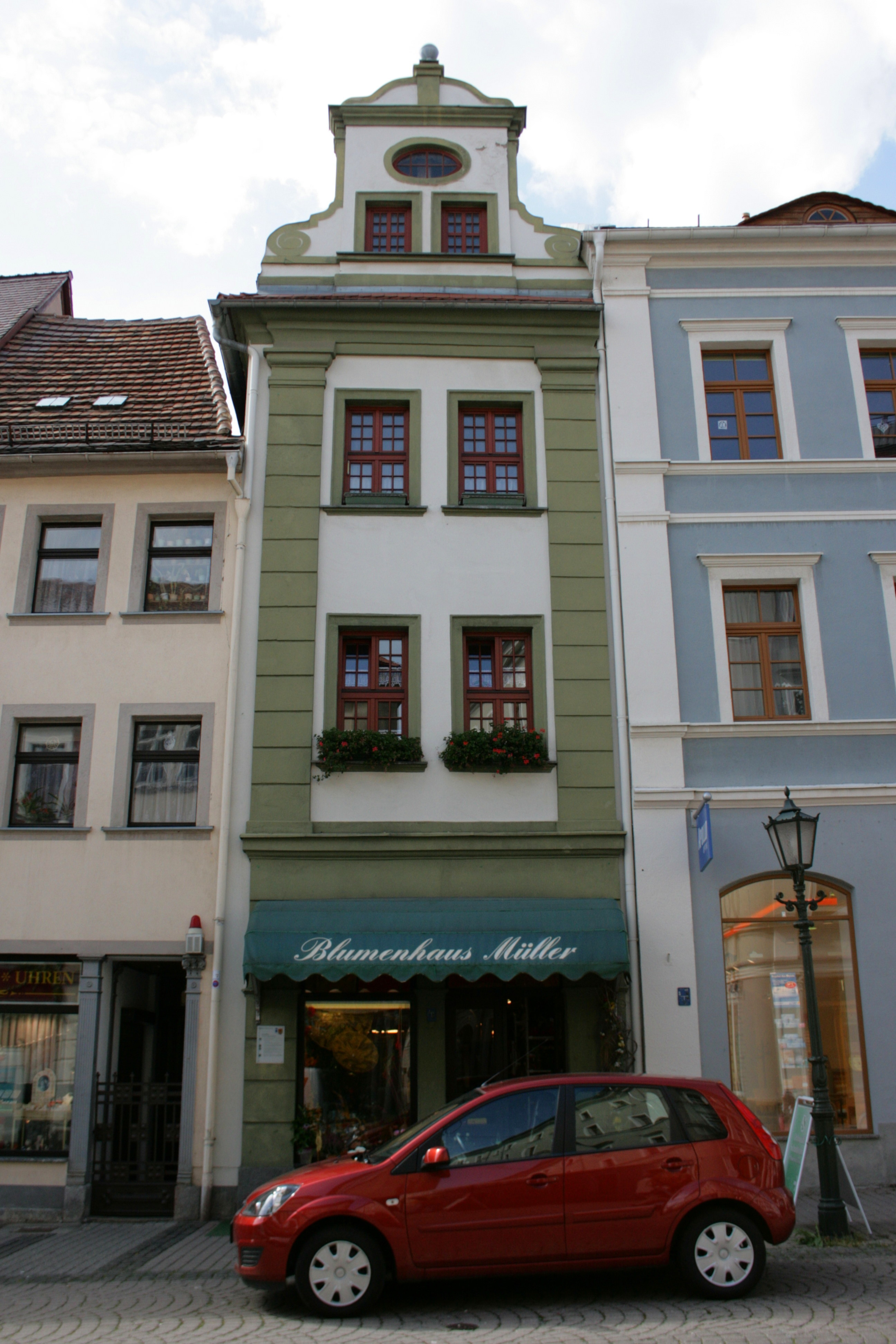
Löbau
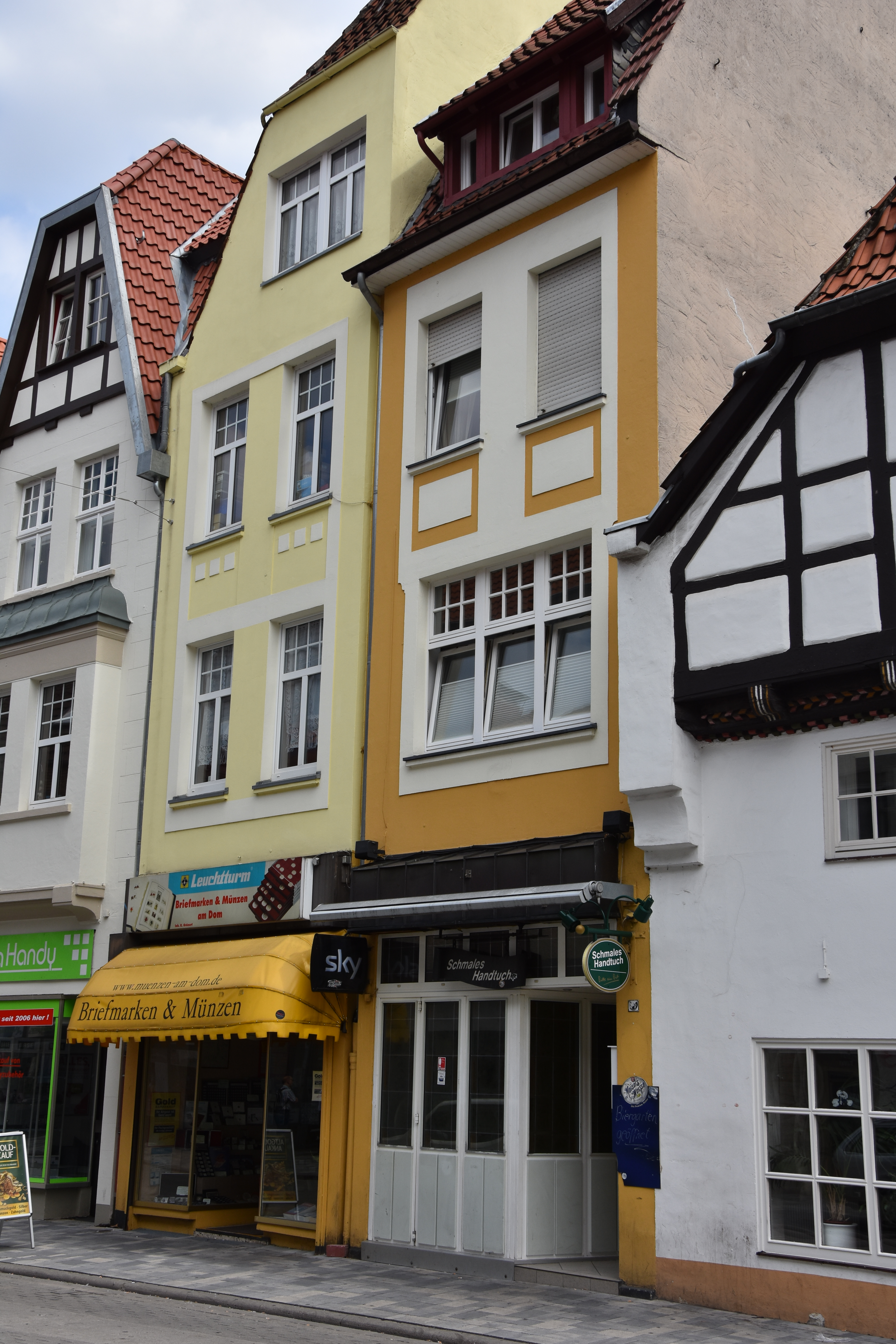
Osnabrück
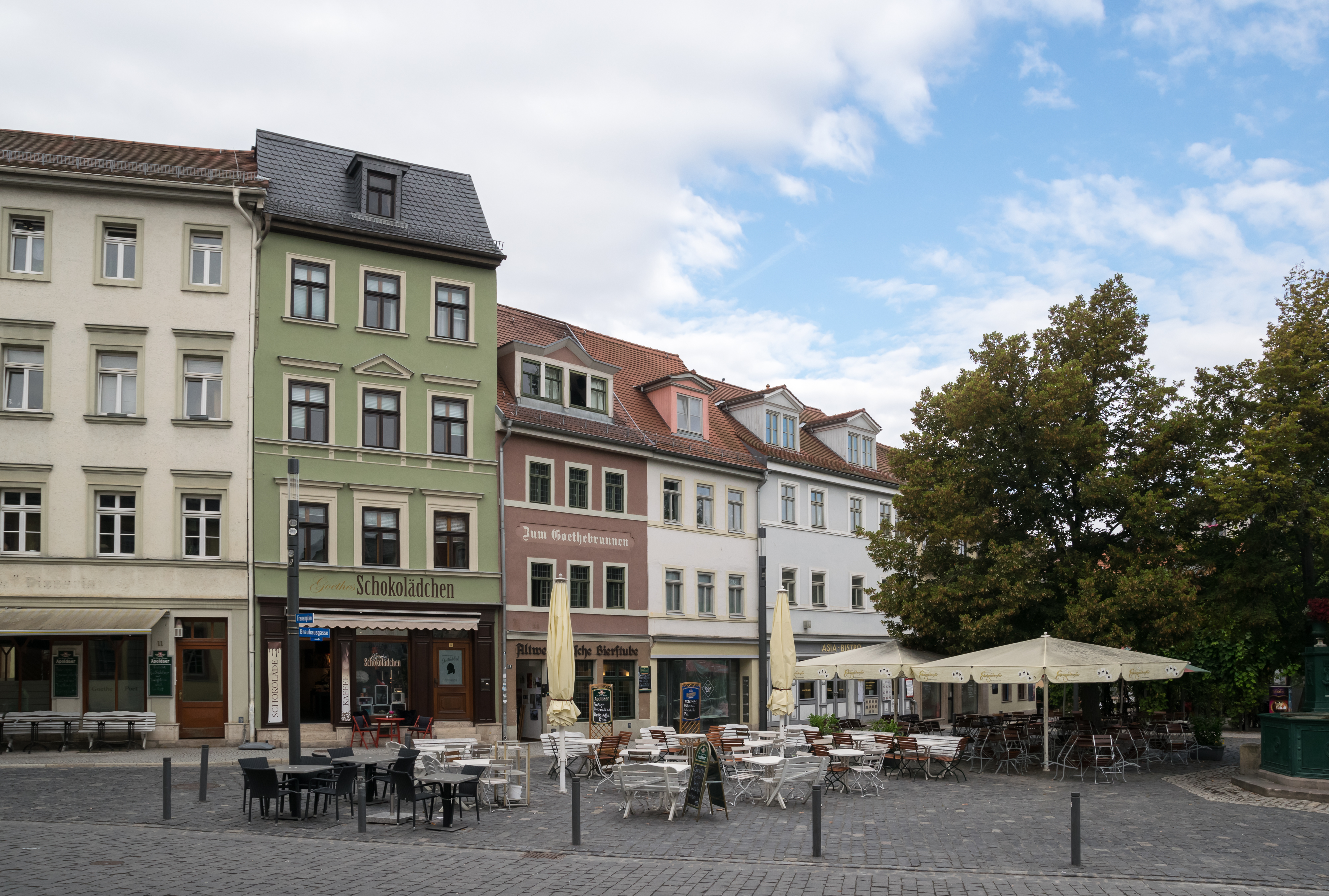
Weimar